# Alliance réformiste
Ne doit pas être confondu avec Alliance réformiste (Saint-Marin).
L'Alliance réformiste (Alleanza Riformista, AR) est un petit parti politique social-démocrate dirigé par Ottaviano Del Turco fondé en 2007 par des dissidents des Socialistes démocrates italiens favorables au rassemblement du centre-gauche au sein du Parti démocrate.
L'Alliance réformiste rejoint donc le PD dès son congrès fondateur le 14 octobre 2007. Devenue un courant du PD, l'Alliance réformiste participe encore occasionnellement à des élections sous ses propres couleurs. Ainsi, une liste de l'AR obtient 2,7 % des voix et 2 élus lors des élections régionales des Marches en 2010, en alliance avec le Parti démocrate.